# Sons of Society
Sons of Society è l'undicesimo album in studio del gruppo heavy metal statunitense Riot.
Il disco è stato pubblicato il 7 settembre 1999.

## Tracce
1. Snake Charmer (Carillo) - 1:04
2. On the Wings of Life (M. DiMeo, M. Reale) - 4:36
3. Sons of Society (M. DiMeo, M. Reale) - 4:26
4. Twist of Fate (M. DiMeo, M. Reale, M. Flyntz) - 5:36
5. Bad Machine (M. DiMeo, M. Reale) - 5:06
6. Cover Me (M. DiMeo, M. Reale) - 6:47
7. Dragonfire (M. DiMeo, M. Reale, M. Flyntz) - 3:38
8. The Law (M. DiMeo, M. Flyntz) - 3:46
9. Time to Bleed (M. DiMeo, M. Reale, P. Perez, B. Jarzombek) - 4:38
10. Queen (M. DiMeo, M. Reale) - 4:28
11. Somewhere (M. DiMeo, P. Perez) - 4:16
12. Promises (M. DiMeo, M. Flyntz) - 4:35

## Formazione
- Mike DiMeo - voce
- Mark Reale - chitarra
- Mike Flyntz - chitarra
- Pete Perez - basso
- Bobby Jarzombek - batteria